# Nataniel Aguirre
Nataniel Aguirre (1843, Cochabamba - 1888, Montevideo, Uruguay) a fost poet, prozator și dramaturg bolivian.
A evocat lupta pentru independența statelor Mexic și Peru.
A deținut și unele funcții publice precum cea de prefect de Cochabamba și ministru de stat.

## Opera
- Juan de la Rosa
- Biografia colonelului Burdett O´Connor" ("Biografía del Coronel Burdett O´Connor")
- Bolivia și războiul Pacificului ("Bolivia en la Guerra del Pacífico")
- Unitarism și federalism ("Unitarismo y federalismo")
- Bolívar
- Frumoasa Fioriana ("La bellísima Fioriana")
- Biografia lui Simón Bolívar ("Biografía de Simón Bolívar")
- 1869: Reprimarea eroului ("Represalia de un héroe")
- 1865: Vizionari și martiri ("Visionarios y mártires")
- Memoriile ultimului soldat al independenței ("Memorias del último soldado de la independencia").